# シャラコ
『シャラコ』（原題：Shalako）は、1968年制作のイギリス・西ドイツ・アメリカ合衆国の西部劇映画。エドワード・ドミトリク監督、ショーン・コネリー主演。

## あらすじ
1880年、白人未踏の地であるニューメキシコに、ガイド役のボスキーに率いられたヨーロッパ貴族の一行が狩猟をするためにやってきた。その中の1人、美しい未亡人イリーナは一行から離れたところを白人の侵入に怒ったアパッチ族に襲われるが、白人とインディアンの混血のシャラコに助けられる。シャラコは今襲ったアパッチが戻ってくるだろうと警告してその場を去る。
その後、一行は旅の疲れをとるため平原の真ん中にある廃屋で休憩するが、シャラコの警告通り、アパッチが再び襲撃してきた。闘いの最中、野蛮な土地にきたことを後悔し、ボスキーと親しくなっていたダゲット夫人がボスキーと共に逃亡する。
そこに現れたシャラコの提案で、一行は歩いてこの地からの脱出を試みることになる。過酷な大移動の途中、アパッチの襲撃でダゲット夫人を失ったボスキーと再会した一行はまたしてもアパッチの襲撃を受ける。

## キャスト
※括弧内は日本語吹替（初回放送1973年10月12日『ゴールデン洋画劇場』）
- シャラコ - ショーン・コネリー（声：大平透）
- イリーナ・ラザール - ブリジット・バルドー（声：小原乃梨子）
- ボスキー・フルトン - スティーヴン・ボイド（声：小林清志）
- チャールズ・ダゲット卿 - ジャック・ホーキンス（声：川久保潔）
- フレデリック・フォン・ハルスタット伯 - ペーター・ファン・アイク（声：島宇志夫）
- レディ・ジュリア・ダゲット - オナー・ブラックマン（声：京千英子）
- チャトー - ウディ・ストロード
- マコ - エリック・サイクス（声：清川元夢）
- ヘンリー・クラーク - アレクサンダー・ノックス
- エレナ・クラーク - ヴァレリー・フレンチ
- ロジャス - ジュリアン・マテオス
- バッファロー - ドナルド・バリー
- チャトーの父 - ロッド・レッドウィング